# Tegelbergsteig
Der Tegelbergsteig ist ein alpiner Klettersteig im Ostallgäuer Teil der Ammergauer Alpen. Er zweigt auf etwa 1280 m Höhe vom Gelbe-Wand-Steig ab, welcher als Übungsklettersteig zum Tegelberghaus führt. Der Tegelbergsteig dagegen führt zunächst über eine Leiter in die Nordflanke des Gelber Wandschrofen. Nach Überwindung einer letzten Gratstufe führt er kurz abwärts zurück auf den Gelbe-Wand-Steig.
Im weiteren Verlauf mündet dieser in den Wanderweg, der von der Marienbrücke zum Tegelberghaus führt. Der Tegelsteig ist oft stark frequentiert und es kommt häufig zu Blockaden im Steig.